# Uncle Sam (Bekleidungsmarke)
Uncle Sam ist eine Marke für Sportbekleidung, die im Jahr 1986 von den Brüdern Michael und Robert Geiss gegründet wurde. Der Name Uncle Sam steht hierbei stellvertretend für US-Symbolkraft (→ Uncle Sam), wie auch durch die Initialen U. S. für die Vereinigten Staaten von Amerika selbst.
Die Marke gehört der Uncle Sam GmbH und wird von der LICUS GmbH mit Sitz in Norderstedt vertrieben. Uncle Sam ist außerdem Teil des Handelsunternehmens Li & Fung, da die LICUS GmbH der LF Europe (Germany) Services GmbH angehört.
Uncle Sam wird über Lebensmittelmärkte wie Lidl, Kaufland, Rewe und Norma sowie Textildiscounter wie KiK vertrieben. 
Neben Sportbekleidung umfasst das Angebot von Uncle Sam seit einigen Jahren auch Socken, Lederbekleidung, Wäsche, Schuhe und Fitnessgeräte.